# ICTS Deutschland
Die ICTS Deutschland (International Consultants on Targeted Security, vormals Flug- und Industriesicherheit Service- und Beratungsgesellschaft (FIS)) ist ein privates Sicherheitsdienstleistungsunternehmen, welches integrierte Sicherheitslösungen anbietet. Das Unternehmen arbeitet im europäischen Verbund unter dem Dach des Sicherheitskonzerns ICTS Europe S.A., welches mit mehr als 11.000 Mitarbeitern an über 90 Standorten in 22 Ländern aktiv ist.
Geschäftsführer der ICTS Deutschland mit Hauptsitz in Frankfurt am Main ist Nikolaos Papatrechas. Das Unternehmen beschäftigt bundesweit derzeit etwa 1.000 Mitarbeiter an 15 Standorten, darunter in Berlin, Hamburg, Hannover, Köln, Frankfurt, Stuttgart und München.
Die ICTS Deutschland ist im Bereich der Luftsicherheit, der Flughafensicherheit dem Objekt- und Werkschutz, der maritimen Sicherheit und der Frachtkontrolle tätig. Das Unternehmen ist gemäß DIN EN ISO 9001: 2008 und DIN 77200: 2008 zertifiziert.

## Geschichte
Im Jahre 1988 wurde als Tochterunternehmen der ICTS Europe B.V.  die Flug- und Industriesicherheit Service- und Beratungsgesellschaft (FIS) gegründet. 2002 wurde das Unternehmen von der Fraport AG akquiriert. Seit 2013 gehört die ICTS Deutschland unter dem Dach der ICTS Europe S.A. zur Groupe Sofinord. Im Jahr 2015 fand die Umfirmierung von FIS GmbH zu ICTS Deutschland GmbH statt. Das Unternehmen wurde im Jahre 1993 als erster privater Sicherheitsdienstleister mit der Fluggast- und Handgepäckkontrolle in Deutschland nach § 5 Luftsicherheitsgesetz (LuftSiG) beauftragt.

## Geschäftsfelder

### Flughäfen
Im öffentlichen Auftrag übernimmt die ICTS Deutschland auf der Grundlage des § 5 LuftSiG Personen-, Handgepäck- und Reisegepäckkontrollen. Im Auftrag der Flughäfen übernimmt die ICTS Deutschland auf der Grundlage des § 8 LuftSiG Personal-, Waren- und Identitätskontrollen, den Objektschutz für Flughafenanlagen, Zufahrts- und Zugangskontrollen sowie Post- und Frachtkontrollen.

### Fluggesellschaften

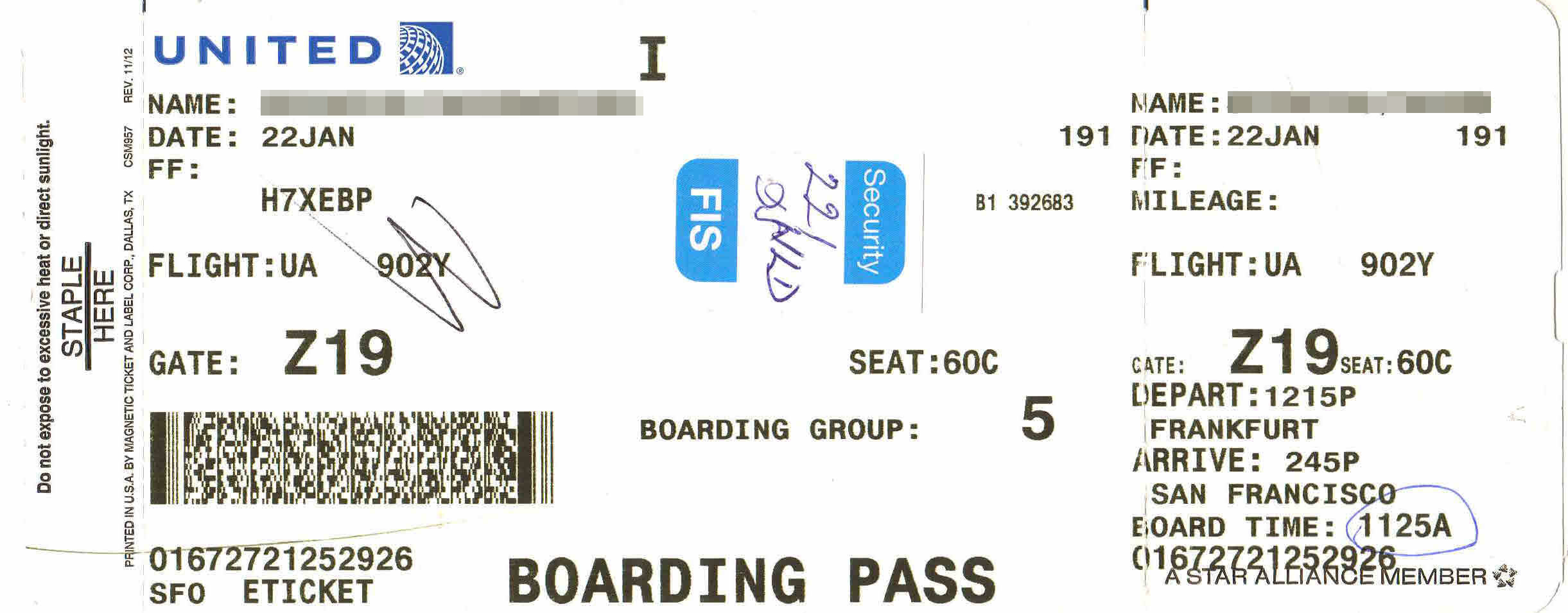
Bordkarte für einen Flug in die USA mit Sticker (Mitte, hellblau) auf Basis der Sicherheitsbefragung des Passagiers durch die FIS

Zudem übernimmt die ICTS Deutschland die durch § 9 LuftSiG definierten Aufgaben für diverse Fluggesellschaften. Zu den Sicherheitsdienstleistungen zählen unter anderem Flugzeugbewachung, Flugzeugdurchsuchung, Passagierkontrollen und -befragungen, Systemaudits, Überprüfung der Reisedokumente sowie Sicherheitschecks in Flughafenvorfeldbereichen.
Die Maßnahmen richten sich für Fluggesellschaften nach den Vorschriften des Luftsicherheitsgesetzes sowie den Vorschriften der Herkunftsländer der Fluggesellschaften und den Regelungen der jeweiligen Zielflughäfen. Insbesondere für US-amerikanische Fluggesellschaften ergeben sich weitere Maßnahmen nach den US-Sicherheitsnormen der Transportation Security Administration (TSA; Transportsicherheitsbehörde). Für deutsche Fluggesellschaften richten sich die Maßnahmen nach den Vorschriften des Bundesministeriums des Innern.
Zusätzlich übernimmt die ICTS Deutschland die ACC3-Validierung („Air Cargo or Mail Carrier operating into the Union from a Third Country Airport“) von Luftfahrtunternehmen, die Fracht oder Post in die EU aus Nicht-EU-Ländern befördern.

### Objekt- und Werkschutz
Neben dem Kerngeschäft in der Luftsicherheit hat sich die ICTS Deutschland auf die Durchführung von Objekt- und Werkschutzaufgaben für kritische Infrastrukturen im privaten und öffentlichen Sektor spezialisiert. Für die Sicherung von Personal, Kunden und Infrastrukturen werden Sicherheitssysteme ausgearbeitet, die den speziellen Umgebungsanforderungen entsprechen.

### Maritime Sicherheit
Die ICTS Deutschland entwickelt Sicherheitssysteme in Erfüllung des International Ship and Port Facility Security Code (ISPS-Code: Internationaler Code für die Gefahrenabwehr auf Schiffen und in Hafenanlagen) zur Gewährleistung der Sicherheit in der Lieferkette, die durch die Integration von Sicherheitskräften und technologischen Systemen zur Sicherung von Hafenbetrieben und Kreuzfahrtschiffen beitragen.

### Fracht
Im Rahmen der Frachtkontrolle entwickelt die ICTS Deutschland Frachtkontroll-Lösungen speziell für Flug- und Schifffahrtsgesellschaften. Dabei sind alle weltweiten Regulierungsrichtlinien zu erfüllen. Unter anderem werden hierfür Röntgenkontrollen, Sprengstoffspürhunde sowie ein Frachtsicherheitskontrollsystem (RASCargO) eingesetzt.

### Innovative Technologieentwicklung
Die ICTS Systems entwickelt für spezielle Sicherheitsanforderungen entsprechende technologische Lösungen, die im Bereich der Luftsicherheit, dem Objekt- und Werkschutz und im Rahmen von Weiterbildungen und Auswertungen eingesetzt werden können. Darunter fallen:
- TravelDoc: Das System TravelDoc ist eine Software, um die Reisedokumente von Passagieren in Bezug auf die Einreisebedingungen des Reiseziels zu kontrollieren.
- APIS: Das Advanced Passenger Information System (APIS) ermöglicht es Fluggesellschaften alle relevanten Passagierdaten (beispielsweise im Rahmen des Electronic System for Travel Authorization, ESTA; Elektronisches System zur Anreisegenehmigung) Aufsichtsbehörden weltweit in Echtzeit zu übertragen.
- Quick Turn: Quick Turn ist ein System, welches Fluggesellschaften Informationen zur Leistung ihrer Lieferanten bereitstellt.
- SmartPoint: SmartPoint dient der Optimierung aller Sicherheitsprozesse, indem es Sicherheitsprozesse einschließlich jeder seiner Komponenten in Echtzeit misst und analysiert.
- Eagle: Eagle ist eine Schulungsplattform, die es ermöglicht Online-Trainings durchzuführen. Die Plattform wird unter anderem für Zertifizierungen, Prüfungen und Jobsimulationen verwendet.
- MCast: MCast wurde speziell für den Bereich der Human Resources entwickelt, um den Rekrutierungsprozess von qualifiziertem Sicherheitspersonal zu unterstützen. Das computerbasierte Assessment-Tool misst die entsprechende Eignung von Bewerbern auf eine spezifische Position.
- RasCargO: RasCargO ist eine Lösung für Frachtsicherheitskontrollen. Das System basiert auf einem zweistufigen Prozess, indem zunächst flüchtiges Material wie Sprengstoff, Betäubungsmittel etc. aus geschlossenen Paletten oder Lastwagen durch Luftproben entnommen und in einem speziell konstruierten Filter aufgefangen werden. Anschließend werden speziell ausgebildete Hunde für die Analyse und Erkennung eingesetzt.